# Silent Storm (песня)
«Silent Storm» (рус. Тихий шторм) — песня в исполнении норвежского певца Карла Эспена, с которой он представлял Норвегию на конкурсе песни «Евровидение-2014».
Песня была выбрана 15 марта 2014 года путём на национального отбора, что позволило Карлу представить свою страну на международном конкурсе песни «Евровидение-2014», который прошёл в Копенгагене, Дания.

## Список композиций
| №  | Название       | Длительность |
| -- | -------------- | ------------ |
| 1. | «Silent Storm» | 2:57         |

## Позиции в чартах
| Чарт (2014)                                | Наивысшая позиция |
| ------------------------------------------ | ----------------- |
| Австрия (Ö3 Austria Top 40)                | 39                |
| Бельгия/Фландрия (Ultratip Bubbling Under) | 34                |
| Бельгия/Валлония (Ultratip Bubbling Under) | 47                |
| Дания (Tracklisten)                        | 28                |
| Германия (GfK)                             | 47                |
| Ирландия (IRMA)                            | 34                |
| Нидерланды (Single Top 100)                | 20                |
| Швейцария (Schweizer Hitparade)            | 40                |
| Великобритания (OCC UK Singles)            | 97                |